# Stenalcidia odysiata
Stenalcidia odysiata är en fjärilsart som beskrevs av Pieter Cornelius Tobias Snellen 1874. Stenalcidia odysiata ingår i släktet Stenalcidia och familjen mätare. Inga underarter finns listade i Catalogue of Life.